# Matteo Viola
Matteo Viola (ur. 7 lipca 1987 w Mestre) – włoski tenisista.

## Kariera tenisowa
Włoch w grze pojedynczej zwyciężył w trzech turniejach kategorii ATP Challenger Tour. W grze podwójnej jest triumfatorem pięciu imprez o randze ATP Challenger Tour. Najwyższe – 118. miejsce w rankingu singlowym osiągnął podczas notowania dnia 13 marca 2013. Najwyższe miejsce w grze podwójnej (171. pozycja), zostało osiągnięte 24 września 2012 roku.

### Sezon 2012
Tenisista po raz pierwszy dostał się do turnieju głównego zawodów wielkoszlemowych w sezonie 2012, podczas Australian Open. Po pokonaniu trzech przeciwników w kwalifikacjach, w pierwszej rundzie turnieju głównego nie sprostał Kolumbijczykowi Santiago Giraldo. Mecz zakończył się przegraną Włocha 6:4, 6:2, 6:1. Po udanym przejściu przez kwalifikacje, wystąpił w turnieju głównym w Zagrzebiu. W pierwszej rundzie przegrał jednak z Łukaszem Kubotem 2:6, 1:6. Występował także w kwalifikacjach do innych turniejów ATP różnej rangi, ale we wszystkich przegrywał w pierwszej rundzie.
W sezonie triumfował w jednym turnieju ATP Challenger Tour - w Jokohamie po pokonaniu w finale Mirzy Bašicia 7:6(3), 6:3. Odniósł również jedno zwycięstwo w deblu – w Casablance razem z Walterem Trusendim pokonał w finale Donskoja i Kuzniecowa 1:6, 7:6(5), 10-3.

### Zwycięstwa w turniejach ATP Challenger Tour w grze pojedynczej
| Końcowy wynik | Nr | Data              | Turniej   | Nawierzchnia | Przeciwnik       | Wynik finału |
| ------------- | -- | ----------------- | --------- | ------------ | ---------------- | ------------ |
| Zwycięzca     | 1. | 27 listopada 2011 | Guayaquil | Ceglana      | Guido Pella      | 6:4, 6:1     |
| Zwycięzca     | 2. | 18 listopada 2012 | Jokohama  | Twarda       | Mirza Bašić      | 7:6(3), 6:3  |
| Zwycięzca     | 3. | 14 września 2014  | Biella    | Ceglana      | Filippo Volandri | 7:5, 6:1     |